# Pere Comellas i Casanova
Pere Comellas i Casanova   (Cal Rosal, 1965) és un lingüista, professor, traductor i escriptor català.
Comellas va formar-se en biblioteconomia i documentació i en filologia portuguesa. És professor a la Universitat de Barcelona, on ha impartit classes d'estudis portuguesos, de gallecs, de traducció i literatura comparada, i d'antropologia lingüística. A la UB és membre del Grup d'Estudi de Llengües Amenaçades i del Centre Universitari de Sociolingüística i Comunicació.
Com a traductor, ha portat al català obres de rellevants autors de la lusofonia: Mia Couto, José Eduardo Agualusa, José Maria Eça de Queiroz, Martha Batalha o Dulce Maria Cardoso. També ha traduït textos del gallec i del francès.
Ha publicat llibres sobre lingüística, com Contra l’imperialisme lingüístic (2006); Els colors de la neu: les llengües, les persones i el món, amb M. Carme Junyent (2021), o Portuguès per a catalanoparlants (2022). També ha publicat un llibre il·lustrat de literatura infantil, Ens ha tocat la loteria! (2012).

## Premis
L'any 2005 va guanyar el V Premi de Traducció Giovanni Pontiero, per la novel·la Chiquinho, del capverdià Baltasar Lopes. El 2017 va ser novament guardonat, per La confessió de la lleona, de Mia Couto, i es va convertir en el primer traductor a obtenir el premi per segon cop. L'any 2018 va aconseguir el premi PEN amb l'obra d'Agualusa Teoria general de l'oblit.